# La Chèvrerie
La Chèvrerie ist eine französische Gemeinde mit 137 Einwohnern (Stand: 1. Januar 2022) im Département Charente in der Region Nouvelle-Aquitaine (vor 2016 Poitou-Charentes); sie gehört zum Arrondissement Confolens und zum Kanton Charente-Nord. Die Einwohner werden Chévriens genannt.

## Geographie
La Chèvrerie liegt etwa 39 Kilometer nordnordwestlich von Angoulême und wird umgeben von den Nachbargemeinden Saint-Martin-du-Clocher im Norden, Bernac im Osten, la Faye im Südosten und Süden, Villefagnan im Süden und Südwesten sowie Villiers-le-Roux im Westen.

## Bevölkerungsentwicklung
| Jahr                       | 1962 | 1968 | 1975 | 1982 | 1990 | 1999 | 2006 | 2019 |
| Einwohner                  | 158  | 140  | 152  | 168  | 149  | 152  | 148  | 141  |
| Quellen: Cassini und INSEE |      |      |      |      |      |      |      |      |

## Sehenswürdigkeiten

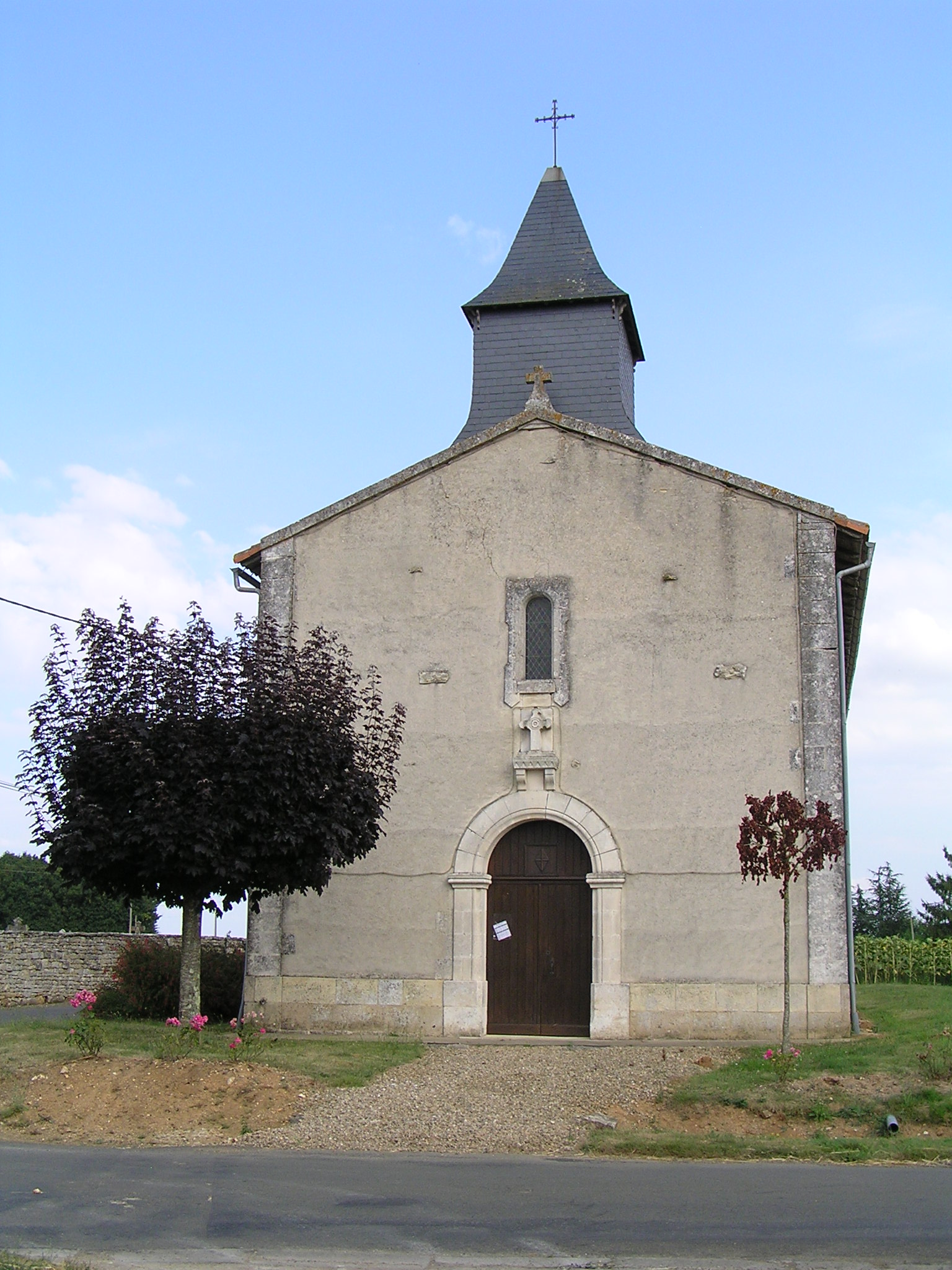
Kirche Notre-Dame
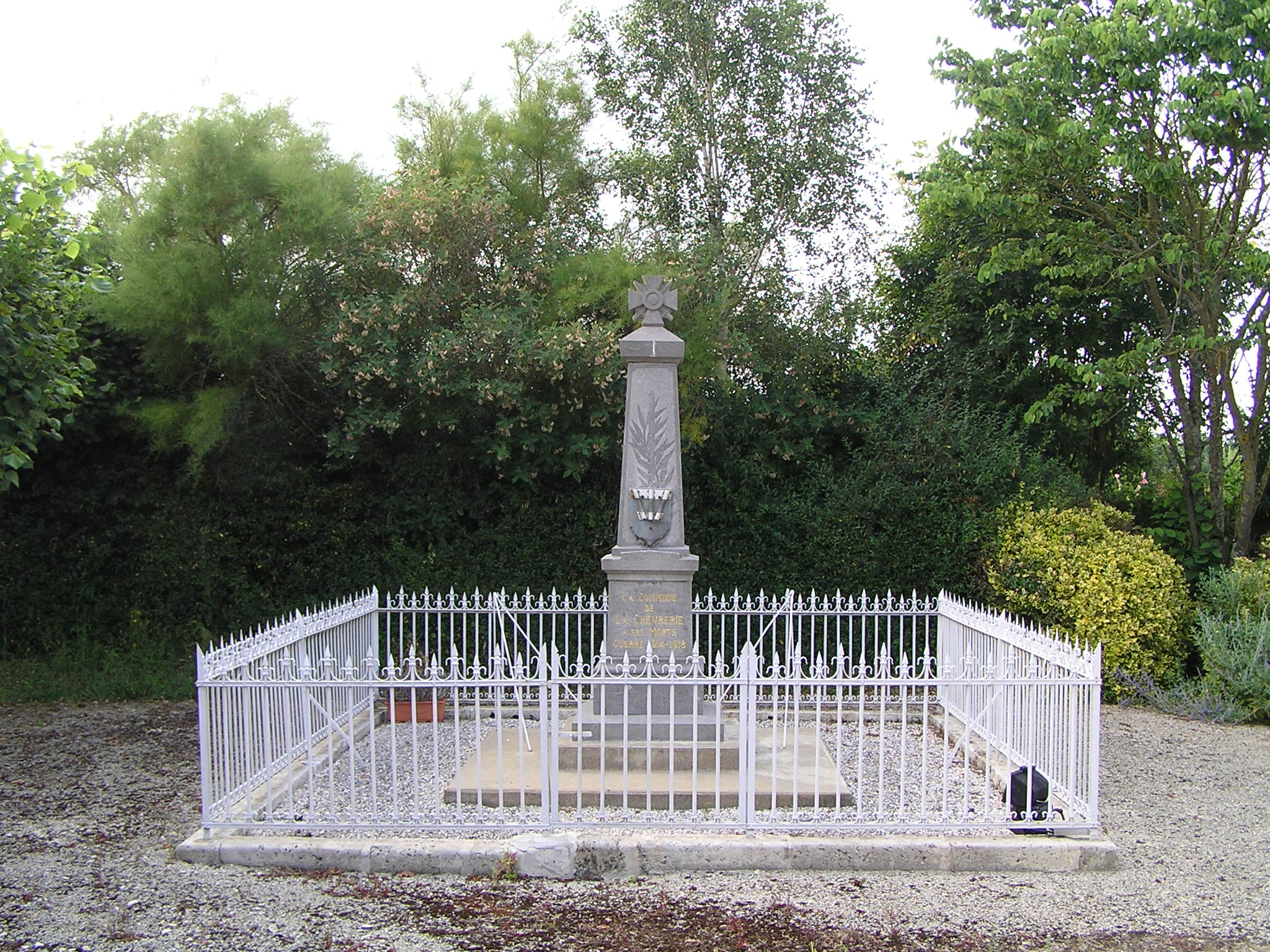
Gefallenendenkmal

- Kirche Notre-Dame
- Gefallenendenkmal